# Sesto Calende
De Italiaanse plaats Sesto Calende ligt in de provincie Varese (Lombardije). Sesto Calende is een knooppunt van verkeer- en spoorwegen. De stad ligt op de plaats waar de rivier de Ticino het Lago Maggiore verlaat in een groen morenenamfitheater dat ontstaan is tijdens de ijstijd. Nabij de stad ligt de enorme, rechtopstaande zwerfsteen Sass da Preja Buja, een nationaal monument. Er staan graffiti op die uit de IJzertijd dateren. De omgeving van de plaats was al gedurende de prehistorie bewoond. In het archeologisch museum van Sesto zijn veel in de omgeving gevonden voorwerpen tentoongesteld.
Het belangrijkste bouwwerk in het centrum van de stad is de kerk San Donato uit de 12e eeuw. Net ten noorden van Sesto Calende ligt de eenvoudige 11e-eeuwse kerk San Vincenzo. Ten zuiden van de stad strekt zich langs de Ticino het natuurpark Parco Regionale del Ticino uit.

## Afbeeldingen

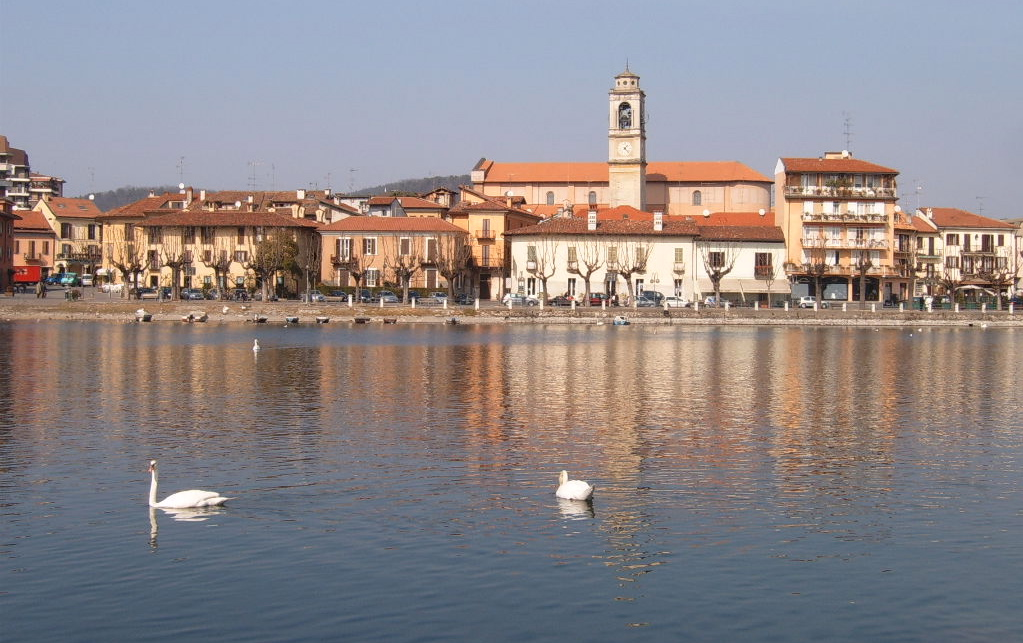
Sesto Calende
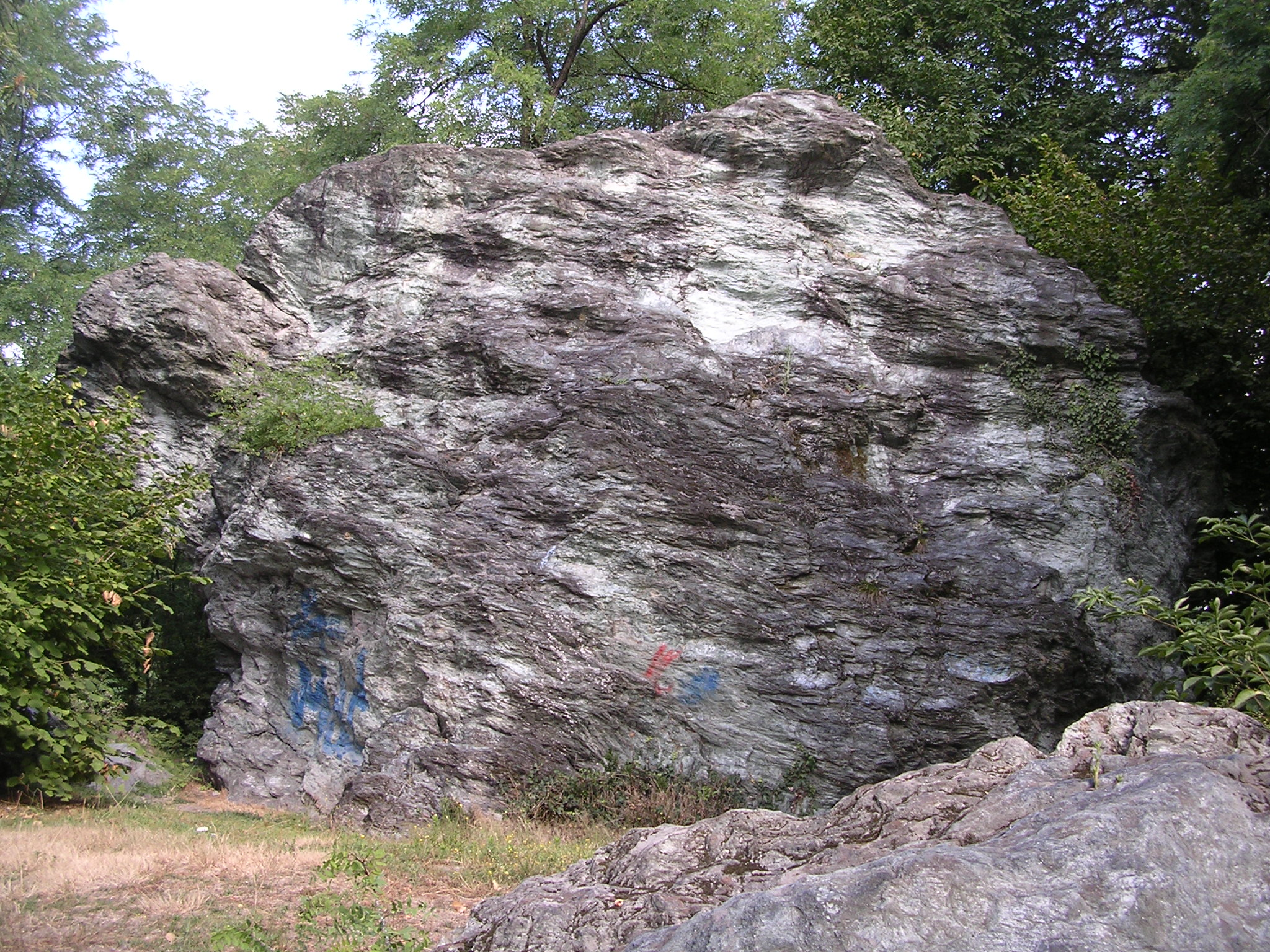
Sass da Preja Buja

## Geboren in Sesto Calende
- Paolo Pillitteri (1940-2024), politicus en burgemeester van Milaan